# Leißling
Leißling ist eine Ortschaft und ein Ortsteil der Stadt Weißenfels im Burgenlandkreis in Sachsen-Anhalt.

## Geografie
Leißling liegt südwestlich von Weißenfels am rechten Ufer der Saale.

## Geschichte
Die Gemeinde wurde im Jahr 1232 erstmals urkundlich erwähnt. Am 1. September 2010 wurde der Ort in die Stadt Weißenfels eingemeindet.

## Religion
Nach Tod von Georg dem Bärtigen wurden die Bevölkerung und die Kirche von Leißling, die damals zum Bistum Naumburg gehörten, durch die von Heinrich dem Frommen durchgeführte Reformation evangelisch-lutherisch.

### Evangelisch-lutherische Kirche

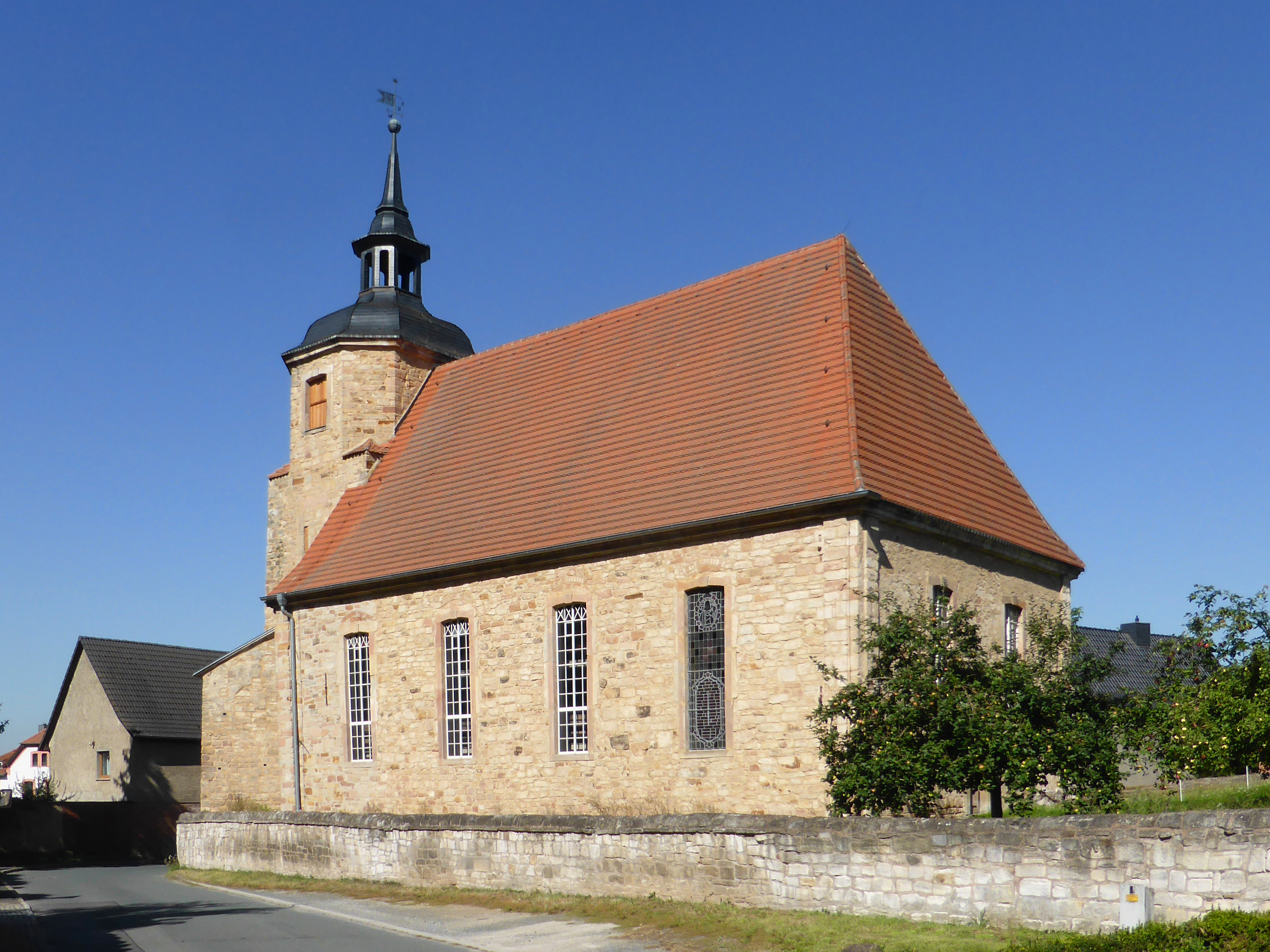
St.-Marien-Kirche

Die Kirchengemeinde Leißling mit ihrer Marienkirche gehört zum Kirchenkreis Merseburg der Evangelischen Kirche in Mitteldeutschland.

### Römisch-katholische Kapelle
Nach dem Zweiten Weltkrieg kamen durch die Flucht und Vertreibung Deutscher aus Mittel- und Osteuropa Katholiken in größerer Zahl nach Leißling und die umliegenden Ortschaften, sie gehörten zunächst zur Pfarrei Weißenfels. 1957 wurde in Leißling eine Kapelle eingerichtet und 1963 eine katholische Gemeinde gegründet, die als Kuratie zur Pfarrei Weißenfels gehörte. 1973 wurde die Kuratie aufgehoben und die Kapelle wieder aufgegeben. Franz Reuß (1935–2013), der von 1963 bis 1973 Kuratus von Leißling war, wurde versetzt. Die katholischen Gottesdienste in Leißling fanden danach durch Geistliche aus Weißenfels in der evangelischen Marienkirche statt, die Katholiken in Leißling gehören seitdem wieder zur Pfarrei Weißenfels.

## Politik
Die bis zu ihrer Zwangseingemeindung im Jahr 2010 selbständige Gemeinde Leißling ist eine Ortschaft der Stadt Weißenfels im Sinne des § 86 GO LSA. Sie verfügt damit über einen Ortschaftsrat und einen Ortsbürgermeister.

### Ortschaftsrat
Der Ortschaftsrat besteht aus sieben gewählten Mitgliedern. Der Ortsbürgermeister gehört dem Ortschaftsrat ex officio an und hat den Vorsitz inne.
| Ortschaftsrat Leißling | Ortschaftsrat Leißling | Ortschaftsrat Leißling | Ortschaftsrat Leißling | Ortschaftsrat Leißling | Sitzverteilung im Ortschaftsrat 2024–2029Insgesamt 7 Sitze - Einzel: 1 - BfL: 6 |
| Wahlvorschlag          | Wahlvorschlag          | Wahlvorschlag          | Sitze                  | Sitze                  | Sitzverteilung im Ortschaftsrat 2024–2029Insgesamt 7 Sitze - Einzel: 1 - BfL: 6 |
| Wahlvorschlag          | Wahlvorschlag          | Wahlvorschlag          | 2024                   | 2014                   | Sitzverteilung im Ortschaftsrat 2024–2029Insgesamt 7 Sitze - Einzel: 1 - BfL: 6 |
|                        | BfL                    | Bürger für Leißling    | 6                      | 3                      | Sitzverteilung im Ortschaftsrat 2024–2029Insgesamt 7 Sitze - Einzel: 1 - BfL: 6 |
|                        | EB                     | Einzelbewerber         | 1                      | –                      | Sitzverteilung im Ortschaftsrat 2024–2029Insgesamt 7 Sitze - Einzel: 1 - BfL: 6 |
|                        |                        | CDU                    | –                      | 3                      | Sitzverteilung im Ortschaftsrat 2024–2029Insgesamt 7 Sitze - Einzel: 1 - BfL: 6 |
|                        |                        | Die Linke              | –                      | 1                      | Sitzverteilung im Ortschaftsrat 2024–2029Insgesamt 7 Sitze - Einzel: 1 - BfL: 6 |

### Ortsbürgermeister
Ortsbürgermeister ist seit der Zwangseingemeindung 2010 Bernd Ringmayer (CDU). Er gehört ebenfalls dem Stadtrat der Stadt Weißenfels an und ist dort Mitglied der CDU-Fraktion.

### Wappen
Das Wappen wurde am 7. März 1995 durch das Regierungspräsidium Halle genehmigt.

### Partnerschaft
Eine Partnerschaft besteht mit der Gemeinde Carlsberg aus Rheinland-Pfalz.

## Sehenswürdigkeiten und Tourismus

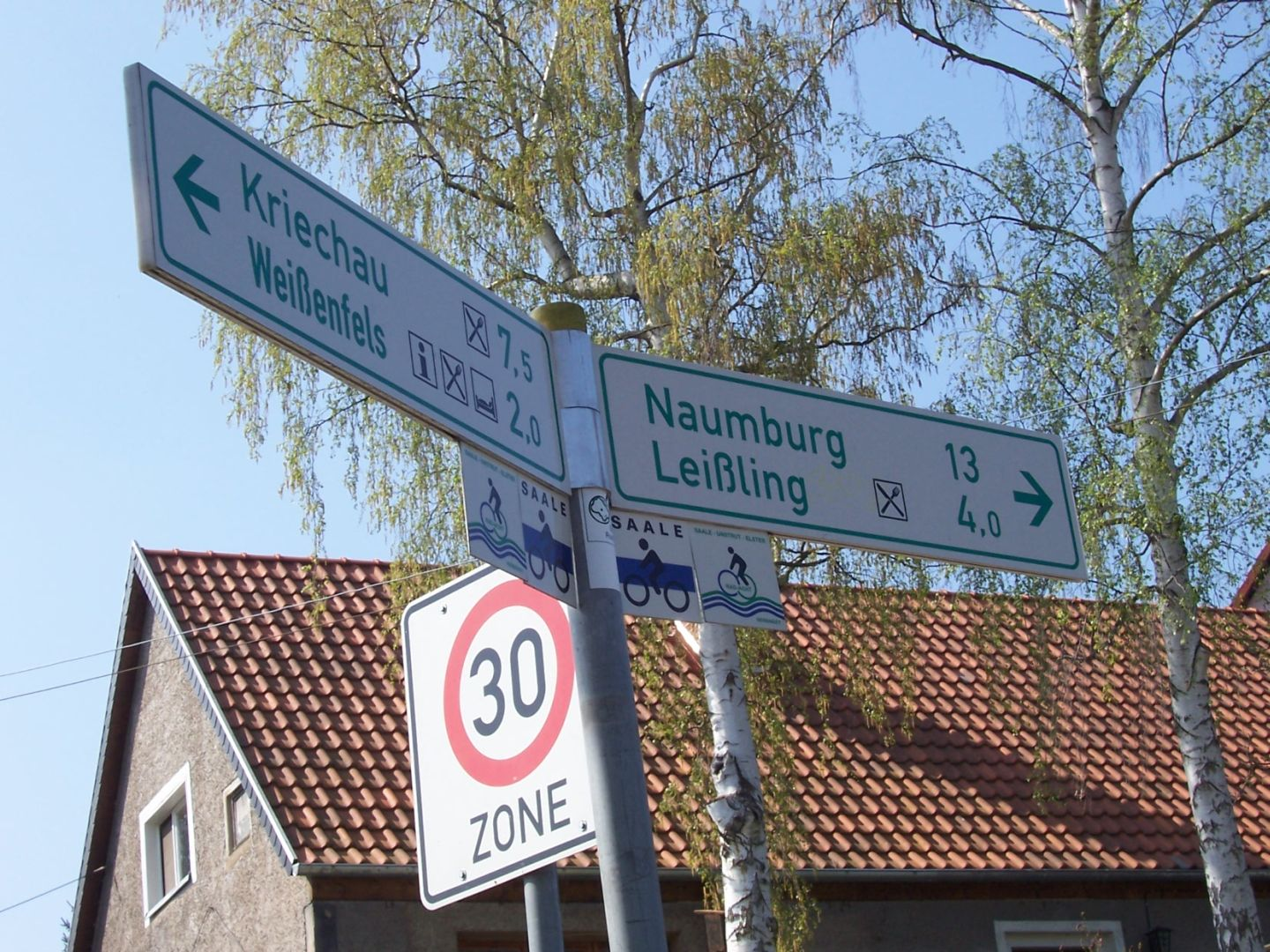
Wegweiser am Saale-Radweg

### Sehenswürdigkeiten
Die Marienkirche im Ort ist eine barocke Bilderkirche. Sie wurde 1716 geweiht.

### Gedenkstätten
- Kriegerdenkmal in Erinnerung an die Kriege von 1864, 1866 und  1870/71
- Gedenkstein Am Marktweg (zu DDR-Zeiten Otto-Müller-Straße) zur Erinnerung an den kommunistischen Arbeitersportler Otto Müller, der zu Zuchthaus verurteilt wurde und im Strafbataillon 999 ums Leben kam
- Gedenktafel auf dem Karl-Marx-Platz 2 am Geburtshaus des kommunistischen Jugendfunktionärs Fritz Schellbach, der 1944 in einem NS-Straflager ums Leben kam.

### Tourismus
Der Saale-Radweg führt am Ort entlang.
An der Naumburger Landstraße befindet sich das Hotel-Restaurant Schöne Aussicht.

## Wirtschaft und Infrastruktur

Mitteldeutsche Erfrischungsgetränke GmbH & Co. KG

### Wirtschaft
Leißling ist bekannt für seine Mineralbrunnen, aus denen durch die Mitteldeutsche Erfrischungsgetränke GmbH & Co. KG Leißlinger Mineralwasser gewonnen wird. In Leißling befindet sich außerdem der größte Einkaufspark der Region, das Einkaufszentrum „Schöne Aussicht“.

### Verkehr

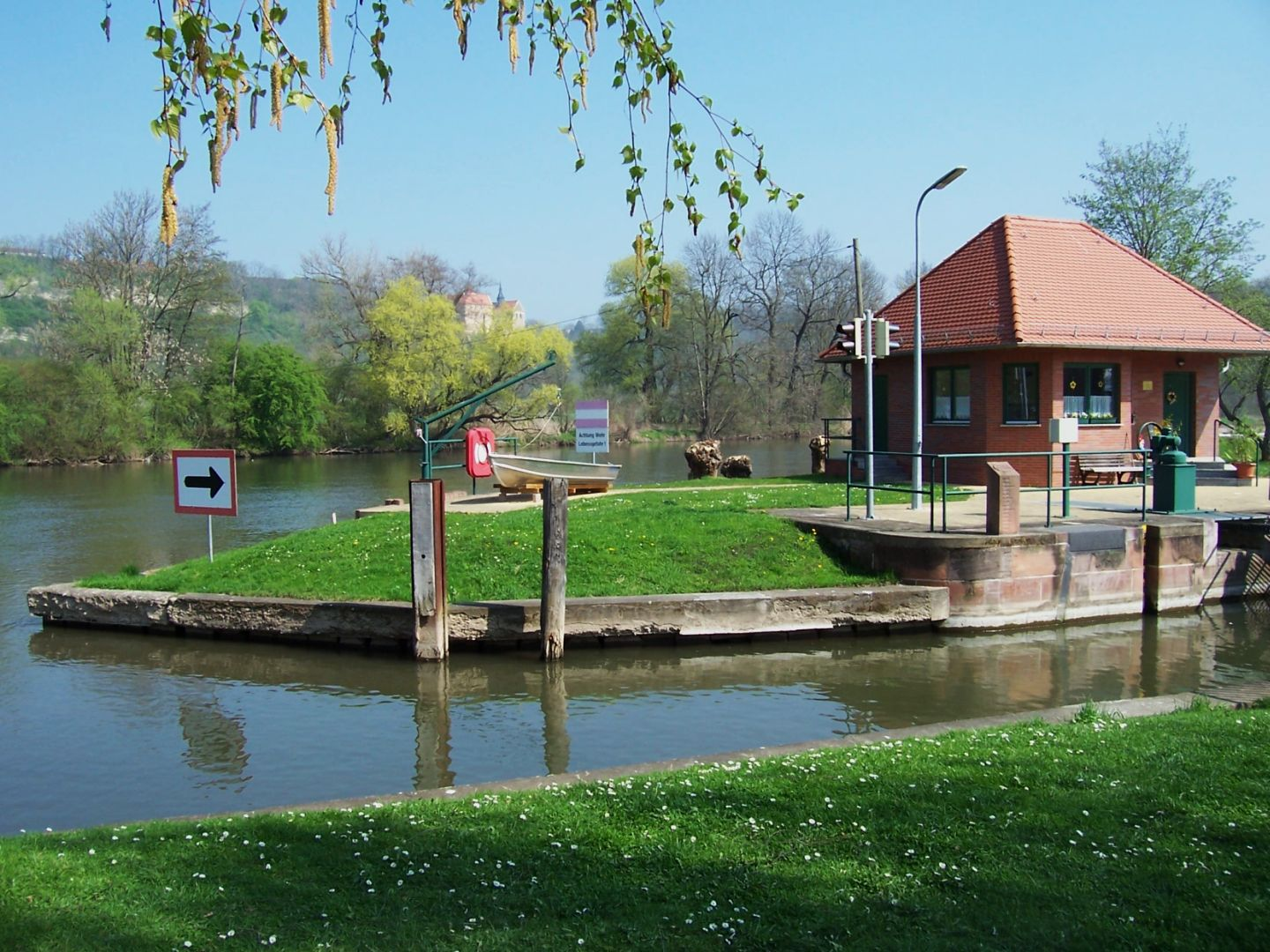
Öblitzschleuse zwischen Schönburg und Leißling, im Hintergrund Schloss Goseck

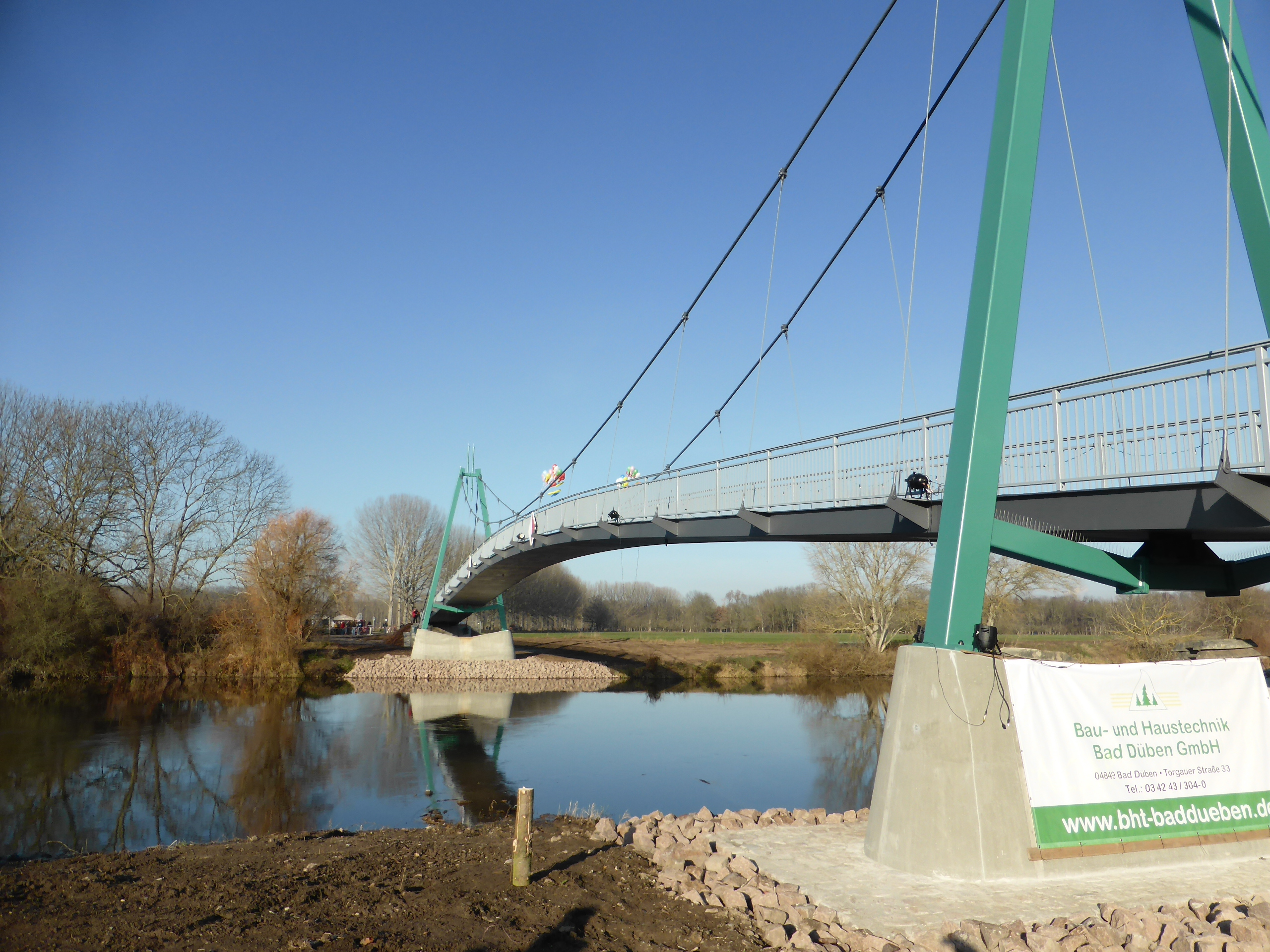
Die Fußgängerbrücke in Leißling seit Dezember 2016

In unmittelbarer Nähe des Ortsgebietes verläuft die Bundesstraße 87 von Weißenfels nach Naumburg.
Leißling ist Haltepunkt und liegt an der 1846 eröffneten Thüringer Bahn.
Hier halten folgende Linien
RB 20 Eisenach-Erfurt-Leipzig
RB 25 Saalfeld/Saale-Jena-Halle/Saale
betrieben werden sie von Abellio Rail Mitteldeutschland. 
Die Oeblitzschleuse zwischen Schönburg und Leißling ist die oberste Saaleschleuse.
Seit 3. Dezember 2016 verbindet Leißling mit Lobitzsch eine Hängebrücke anstelle einer 2013 aus Kostengründen aufgegebenen Fährverbindung. Dieser jüngeren Historie Rechnung tragend wird sie von offizieller Stelle als Fährbrücke bezeichnet.

### Sport
Der ansässige Fußballverein SG Fortuna Leißling wurde 1930 erstmals im Weissenfelser Tageblatt erwähnt. Gespielt wird auf dem Sportplatz Klosterwiese. In Leißling gab es in der Vergangenheit noch weitere Sportvereine: einen Radsport-, einen Kegel- und einen Turnverein, auch Akrobatengruppen waren im Ort aktiv.

## Persönlichkeiten
- Edmund Heyneck (1868–unbekannt), Musiker